# Marceliano Coquillat
Marceliano Coquillat y Llofriu (Elche, Alicante, noviembre de 1865 - Busot, 28 de diciembre de 1924) fue un arquitecto español, a medio camino entre el modernismo y el novecentismo.

## Biografía
Estudió arquitectura en Barcelona, donde se tituló en 1892. Su obra estuvo centrada entre Barcelona y San Justo Desvern.
Colaboró con otros arquitectos, como Arnau Calvet en el mercado de Sarriá y el cierre de "Villa Conchita" de Barcelona; o con Julio Marial en la Torre Sant Miquel de La Garriga.
Entre 1903 y 1905 realizó altruistamente las obras de restauración de la iglesia parroquial de Santa María en su ciudad natal de Elche. Este hecho le supuso el nombramiento de hijo predilecto y que le pusiesen su nombre a una calle.

## Obras

### Barcelona
| Año  | Nombre                                       | Ubicación                                                                         | Descripción | Estado   | Foto |
| ---- | -------------------------------------------- | --------------------------------------------------------------------------------- | --- | -------- | ---- |
| 1901 | Casa Josefina Bonet                          | Pº de Gracia, 39 41°23′28.91″N 2°9′54.69″E / 41.3913639, 2.1651917                | Edificación entre medianeras, de planta baja y cinco plantas. Pese a estar ubicada en la Manzana de la discordia, no forma parte del grupo "en discordia" formado por la Casa Lleó Morera, la Casa Amatller y la Casa Batlló. Está resuelta con un clasicismo poco brillante, que no tiene nada que ver con la arquitectura modernista de los edificios vecinos. La fachada actual es el producto de una reforma realizada en 1915, en la que tan solo destacan las ventanas italianizantes de las plantas primera y segunda y del elemento central de coronamiento. | Correcto |      |
| 1901 | Casa Jan Rocamora                            | C/ Méndez Núñez, 6 41°23′28.91″N 2°9′54.69″E / 41.3913639, 2.1651917              | | Correcto |      |
| 1908 | Casa Francesc Tarragó                        | C/ Gerona, 133 41°23′52.46″N 2°10′0.62″E / 41.3979056, 2.1668389                  | | Correcto |      |
| 1911 | Mercado de Sarrià                            | Pº Reina Elisenda de Montcada 8 41°23′59.29″N 2°7′14.45″E / 41.3998028, 2.1206806 | Obra realizada junto con Arnau Calvet i Peyronill. Es una construcción de planta rectangular de obra vista con estructura metálica que se apoya sobre pilares de fosa. Está dotado de amplias aberturas que permiten iluminación y ventilación adecuadas. Destacan el uso del ladrillo visto y los elementos de coronamiento de fachada, especialmente el central, que enfatiza la entrada. Fue reformado en 1967. | Correcto |      |
| 1912 | Portal, cerca y escalinata de Villa Conchita | Pº Nuestra Señora del Coll 81 41°25′9.34″N 2°8′54.76″E / 41.4192611, 2.1485444    | Conjunto configurado por portal, muro de cerca y escaleras de acceso a la Villa Conchita. Es una solución compositivamente ejemplar con una conjunción de pared y ladrillo visto. El muro es calado, como una especie de celosía de obra vista en la parte que da a la escalera. La baranda de coronamiento presenta elementos cerámicos de trencadís que también son utilizados en los escalones y en la linda de la puerta de acceso con el nombre de la finca. La reja de la puerta de entrada es un elemento destacable del conjunto.                            | Regular  |      |
| 1917 | Casa parroquial de Sant Vicenç de Sarrià     | C/ Rector Voltà 5 41°23′58.1″N 2°7′16.48″E / 41.399472, 2.1212444                 | Edificio con planta baja y dos plantas. El balcón de la primera planta, colocado sobre la puerta de entrada, enfatiza el acceso y forma el eje central de composición de la fachada. Cabe destacar la importancia del alero y las dobles aberturas de la planta segunda. Es uno de los edificios más representativos del núcleo del entorno de la iglesia. | Regular  |      |

### Cartagena
| Año  | Nombre       | Ubicación                                                              | Descripción | Estado | Foto |
| ---- | ------------ | ---------------------------------------------------------------------- | --- | ------ | ---- |
| 1906 | Casa Maestre | Plaza de San Francisco 37°36′7.7″N 0°59′3.92″O / 37.602139, -0.9844222 | Los planos corresponden a Coquillat, aunque sería el arquitecto Víctor Beltrí el encargado de dirigir las obras. |        |      |

### La Garriga
| Año                   | Nombre            | Ubicación                                                     | Descripción | Estado | Foto |
| --------------------- | ----------------- | ------------------------------------------------------------- | --- | ------ | ---- |
| Finales del siglo XIX | Torre Sant Miquel | Ronda del Carril, 32 41°40′57″N 2°17′21″E / 41.68250, 2.28917 | En 1916, siendo la casa propiedad de Enriqueta Felip Cintes, se añade la segunda planta según el proyecto de Coquillat. | ?      |      |

### Rajadell
| Año  | Nombre                                   | Ubicación   | Descripción | Estado   | Foto |
| ---- | ---------------------------------------- | ----------- | --- | -------- | ---- |
| 1922 | Capilla de Nuestra Señora de los Ángeles | Can Noguera | Se trata de la capilla privada de Can Noguera, una masía tradicional del siglo XVI que fue convertida en edificio modernista a finales del siglo XIX por Alexandre Soler i March y modificada en 1902 por Ignasi Oms i Prat. La capilla presenta planta de cruz griega y está cubierta con una cúpula rematada por un cimborio con pequeñas aberturas rectangulares. El material constructivo es la piedra, que se ha pintado en el exterior, con las rinconeras de sillares perfectamente escuadrados y simétricos, también pintados. La fachada principal tiene un frontón con un pequeño rosetón de estilo historicista, y una gran balaustrada. Hay diversas aberturas ovales en diferentes alturas, todas de pequeña medida. El ábside cuenta con pequeños absidiolos de menor altura. | Correcto |      |

### San Justo Desvern
| Año       | Nombre                              | Ubicación                                                                | Descripción | Estado   | Foto |
| --------- | ----------------------------------- | ------------------------------------------------------------------------ | --- | -------- | ---- |
| 1904-1905 | Can Ginestar                        | C/ Carles Mercadé, 17 41°23′13″N 2°4′32.5″E / 41.38694, 2.075694         | Entre 1904 y 1905 el propietario de la finca, Joan Baptista Modolell, heredero de una antigua familia acomodada, encargó la reforma completa del edificio, que llevó a término Coquillat en estilo modernista con claras influencias neogóticas. Para obtener una fachada simétrica adosó al cuerpo central en la parte oriental una capilla de las mismas dimensiones que la galería de la parte occidental. | Correcto |      |
| 1910      | Torre Pons                          | C/ Miquel Reverter, 7 41°23′11.24″N 2°4′27.45″E / 41.3864556, 2.0742917  | Casa unifamiliar encargada por el comerciante de camisas Fabià Pons como casa de veraneo. Rodeada de un jardín, consta de planta y un piso con una torre cuadrada y techo a cuatro aguas, con tejas de cerámica vidriada de colores. Destaca el contraste del color blanco del estucado de las fachadas con las rinconeras y bandas ornamentales alrededor de los vanos hechos en ladrillo rojo.              |          |      |
| 1911      | Can Pruna                           | C/ Marquès de Monistrol 11 41°22′59″N 2°4′34″E / 41.38306, 2.07611       | La casa fue un encargo de Pere Pruna i Folch en 1909. Fue restaurada en 1997. Casa unifamiliar de planta baja y piso con fachada simétrica, organizada con tres aberturas por piso decoradas con un guardapolvo de inspiración tardogótica, que enmarca unos plafones esgrafiados. En la cabecera hay el escudo de la Mancomunidad de Cataluña. Destaca el trabajo de forja de la baranda del balcón.         | Correcto |      |
| 1916      | Casa Bassols y Casa Solé            | C/ Major, 43-45 41°22′51.74″N 2°4′38″E / 41.3810389, 2.07722             | Son dos casas de estilo semejante y encaradas con una simetría formada por sus torres-mirador. Los dos son edificios de planta cuadrada con planta baja y piso. Las cubiertas de ambos son diferentes, una de tipo clásico con teja vidriada y otra con teja negra y mayor inclinación, al estilo centroeuropeo.                                                                                              | Correcto |      |
| 1918      | Torre de la Immaculada, Casa Canals | C/ Mossèn Antonino Tenes, 1 41°22′51.74″N 2°4′38″E / 41.3810389, 2.07722 | El proyecto fue encargado por Lluís Canals i Puig-Oriol en 1917, construyéndose en 1918 (según el catastro). En 1925 se reformó y se amplió, según planos de Josep Alemany). |          |      |

### Sitges
| Año  | Nombre                       | Ubicación                                                                | Descripción                                        | Estado | Foto |
| ---- | ---------------------------- | ------------------------------------------------------------------------ | -------------------------------------------------- | ------ | ---- |
| 1909 | Casa Gili i Casanovas        | Passeig de la Ribera 50 41°14′14.9″N 1°48′32.92″E / 41.237472, 1.8091444 |                                                    |        |      |
| 1913 | Casa Daniel Robert (reforma) | C/ Sant Bartomeu 24 41°14′14.9″N 1°48′32.92″E / 41.237472, 1.8091444     | Se trata de una reforma sobre un edificio de 1882. |        |      |

### Valdepeñas
| Año  | Nombre              | Ubicación                                                        | Descripción                                        | Estado | Foto |
| ---- | ------------------- | ---------------------------------------------------------------- | -------------------------------------------------- | ------ | ---- |
| 1915 | Casino La Confianza | Calle Real, 9 38°45′39.48″N 3°23′2.37″O / 38.7609667, -3.3839917 | Inaugurado en 1915. Actualmente un centro cultural |        |      |